# ジョージタウン (ペナン州)

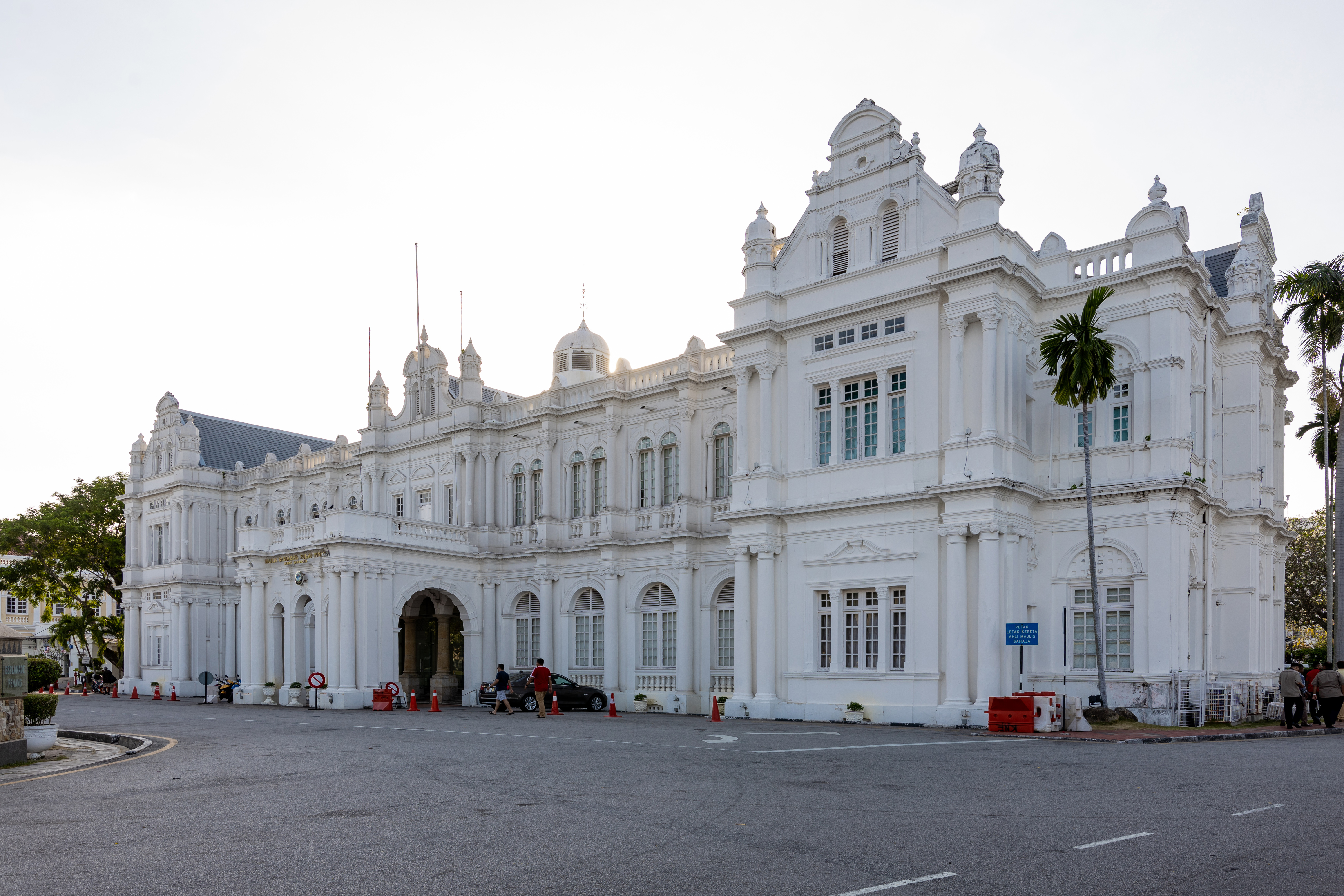
ペナン・シティホール（旧植民地政府庁舎）

ジョージ・タウン (George Town) は、マレーシアのペナン州の州都であるペナン島市の、中心地区である。

## 概要
ペナン島の北東部に位置している。かつては単独で自治体ジョージ・タウン市を運営していたが、1976年12月14日に合併により市域が島全体に広がった。現在は広域都市ペナン島市 (略称：MPPP, マレーシア語：Majlis Perbandaran Pulau Pinang, 英語：Municipal Council of Penang Island)の行政の中心地として機能している。
ジョージ・タウン地区の人口は約15万人で人口密度が非常に高い。古くから交易の拠点として栄えた港町であり、歴史的な街並みは世界遺産に登録されている。地区内には100を超えるホテルが立地しており、ペナン島観光の拠点となっている。

## 歴史
1786年、イギリス東インド会社が交易の拠点として入植し港を整備した。マラッカ、シンガポールと共に、イギリスによるマレー支配 である海峡植民地のひとつとなった。地名は当時のイギリス国王ジョージ4世に因んだものである。
1957年にマレーシアで最初の市となった。

## 住民
住民は華人（中国系）が多くを占め、古いたたずまいや文化が残る。そこにマレー系、インド系が加わって互いに共存してきた多民族都市である。

## 名所・旧跡・観光スポット
世界遺産に登録されたジョージタウンの旧市街ではイギリス、中国、マレー、インドなどの文化が混じりあった街並みを見ることができる。港にはイギリス東インド会社が建設したコーンウォリス要塞(Fort Cornwallis)が残っている。
「コムター（Komtar）」という地上65階建、円筒形の複合ビルが町のランドマークとなっており、トウモロコシを思わせる形状から「コーンビル(Corn building)」の俗称もある。ホテル、レストラン、ショッピングセンター、バスターミナルなどが入っている。
町の中心部から車で40分ほどでビーチに着く。夜は屋台が並び、中華、マレー、インドの食文化が展開される。

## 世界遺産
ムラカ（マラッカ）とともに、その歴史的街並みが2008年にユネスコの世界遺産に登録され、マレーシアでは初の文化遺産となった。

### 登録基準
この世界遺産は世界遺産登録基準のうち、以下の条件を満たし、登録された（以下の基準は世界遺産センター公表の登録基準からの翻訳、引用である）。
- (2) ある期間を通じてまたはある文化圏において、建築、技術、記念碑的芸術、都市計画、景観デザインの発展に関し、人類の価値の重要な交流を示すもの。
- (3) 現存するまたは消滅した文化的伝統または文明の、唯一のまたは少なくとも稀な証拠。
- (4) 人類の歴史上重要な時代を例証する建築様式、建築物群、技術の集積または景観の優れた例。

## 観光
- カピタン・クリン・モスク（英語版） - 1801年建造のモスク[4]。
- コーンウォリス要塞（英語版） - イギリス東インド会社の提督であったフランシス・ライトが初めて上陸した場所に建てられた要塞[5]
- セント・ジョージ教会（英語版） - 東南アジア最古の英国国教会。1818年建築[3][5]。
- シティ・ホール（英語版） - 東インド会社の拠点だった場所で、現在は市議会会場として使用されている[5]。
- ペナン・プラナカマンション（英語版） - 19世紀に建てられたプラナカン様式の建造物[6]。
- クー・コンシ（英語版）（邱公司） - 邱（クー）氏一族によって建てられた中国寺院[3]。
- 極楽寺 - 東南アジア最大の仏教寺院。中国式・タイ式・ビルマ式の三様式からなるパゴタがある[6][7]。

## 姉妹都市
- アデレード、オーストラリア
- 廈門市、中国
- 神奈川県、日本
- メダン、インドネシア
- 台北市、中華民国
- バンコク、タイ王国